# Пряжа

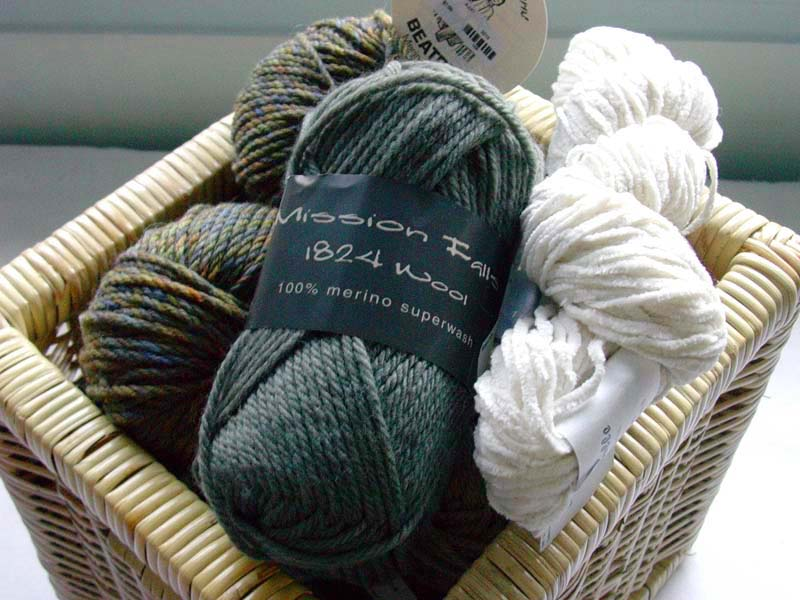
Пряжа для ручного вязания

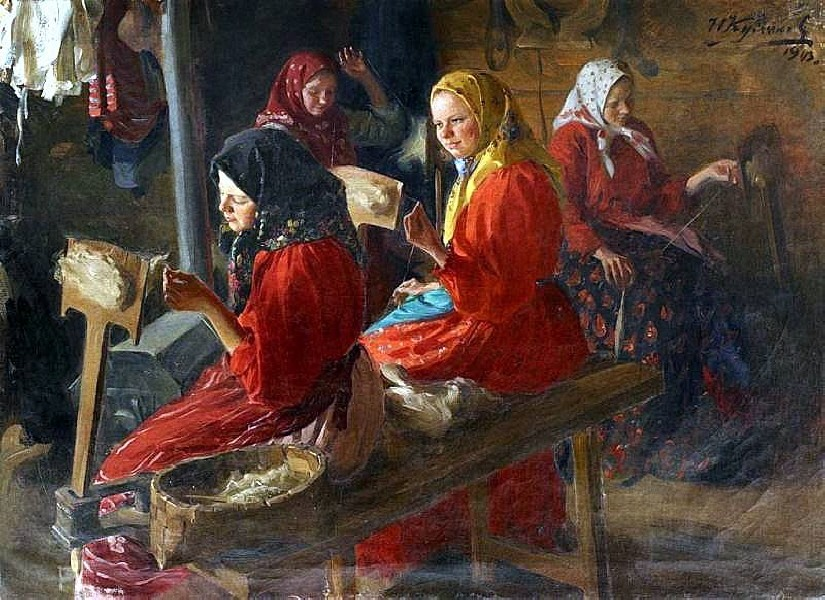
И. С. Куликов «Пряхи» (1903)

Пря́жа — нить, скрученная из продольно и последовательно расположенных волокон. Пряжу делают из натуральных (шерсть, хлопок, лён, шёлк) или химических волокон (вискозных, полиэфирных, полиамидных и др.).
Пряжу различают по назначению, способам выработки и отделки, особенностям и свойствам структуры, виду волокон. В зависимости от волокнистого состава пряжа может быть однородной — состоящей из волокон одного вида, либо смешанной — из двух или более видов волокон. По окраске и отделке пряжа разделяется на мерсеризованную, отбелённую, окрашенную и суровую. Однородную или смешанную пряжу из волокон разного цвета называют меланжевой.
По назначению выделяется пряжа для трикотажного, ниточного, ткацкого (оснoвная и утoчная), канатного и других производств. По строению различают пряжу одиночную, трощёную и кручёную. Одиночная пряжа образуется на прядильных машинах путём скручивания волокон. Трощёная пряжа состоит из двух или более сложенных нитей, не соединённых между собой кручением. По особенностям структуры пряжа подразделяется на кручёную (скрученную из двух или более нитей), обычную (одиночную), текстурированную, фасонную и армированную.
Пряжу используют для вязания вещей, преимущественно одежды, как ручным способом с помощью специальных приспособлений (спицы, крючок и т. п.) либо на специальных аппаратах (ручные вязальные машины), так и в промышленном производстве на автоматических и полуавтоматических вязальных машинах.

## Натуральная пряжа

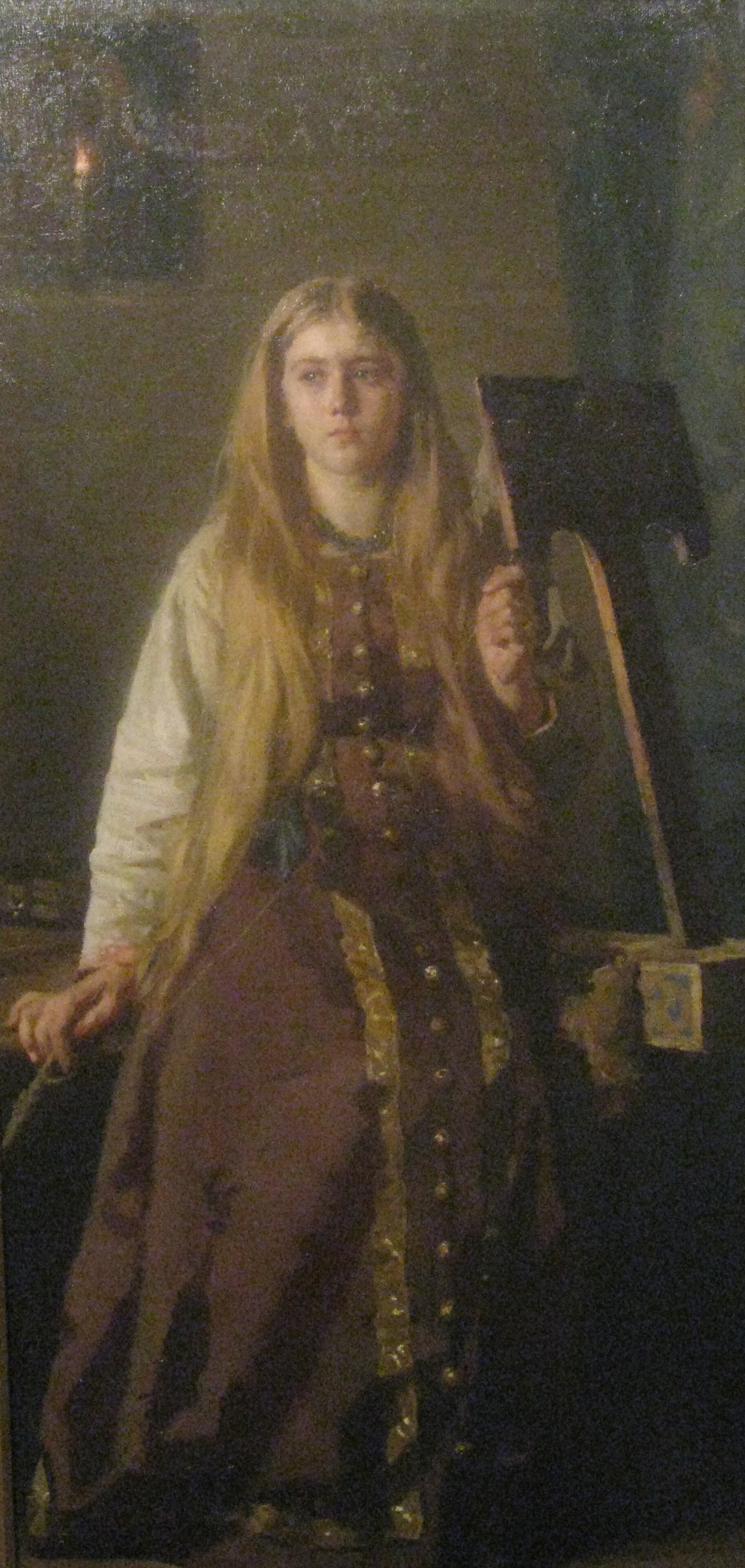
Неврев Н. В. «Пряха» (1889)

Пряжа из волокон, образующихся в природе. Они могут быть растительного, животного и минерального происхождения. Волокна растительного и животного происхождения состоят из органических веществ.

### Волокна животного происхождения
Пряжа из волокон волосяного покрова животных называется шерстью, из нити, выделенной специальными железами насекомых, — шёлком. Оба они широко распространены.
- Шерсть обладает высокими термоизолирующими свойствами. Её получают путём стрижки овец, коз, лам, верблюдов, альпак и азиатских кроликов особого вида (ангора). Используется для изготовления любой одежды.
- Шёлк обладает относительно высокой прочностью. Используется как стопроцентная шёлковая пряжа, так и смеси шёлка с шерстью или материалами растительного происхождения.

### Волокна растительного происхождения
- Лён получают из стеблей одноимённого растения. Используется преимущественно для производства лёгкой одежды и постельного белья[2].
- Хлопок — наиболее распространённое из растительных волокон, получаемое из хлопчатника. Хлопковая пряжа бывает мерсеризованной (блестящей) и немерсеризованной (матовой). Их отличие в насыщенности окраски и прочности[3].
- Конопля — один из самых древних видов растительных волокон. Мужские особи конопли в российском быту назывались «посконью», а женские — «матёркой»[4]. Довольно грубое и прочное волокно конопли (пенька) долгое время использовалось для изготовления верёвок, канатов, тарной мешковины, тканых парусов, сетей[4]. Для одежды использовалось более тонкое волокно поскони[4]. Начиная со второй половины XX века выращивание конопли во многих странах ограничено, так как некоторые её виды используются как сырьё для производства марихуаны.
- Бамбук, соя, крапива, китайская крапива (рами) пока не очень широко используются в России, Европе и странах Америки. Незначительно отличаются от традиционной растительной пряжи, обладая по сравнению с ней как достоинствами, так и недостатками. Часто встречаются в смесях (бамбук и хлопок, бамбук и шерсть, различные смеси с вискозой).

### Волокна неорганического происхождения
- Асбестовая пряжа — пряжа, получаемая из волокнистого асбеста.
- Стеклонить — нить, формируемая из стеклянных волокон.

## Химическая пряжа
Пряжа, состоящая из химических волокон, созданных при непосредственном участии человека. Химическая пряжа может быть искусственной — получаемой из природных веществ, и синтетической — изготовленной из волокон, полученных в процессе химического синтеза.

### Искусственная
Искусственной называют пряжу, полученную из натурального сырья (в частности, целлюлозы из древесины сосны и ели или других видов растений) с помощью химической обработки.
- Вискоза — самое первое искусственное волокно. Основные качества: мягкость, шелковистость, благодаря чему пряжа приятна на ощупь, гигроскопичность, воздухопроницаемость; изделия из неё в жару холодят и практически не электризуются. Поддаётся окраске в интенсиные цвета, что позволяет создавать изделия ярких расцветок. Недостаток её в лёгкой сминаемости изделий; при стирке требует бережного отношения — изделия нельзя сильно тереть и выжимать, иначе волокна рвутся, и вещь становится неопрятной, «лохматой». Вискоза часто входит в состав смесовой пряжи для вязания, обычно с хлопком, а также с шерстью, с мохером, улучшая при этом положительные качества последних. Стирать вещи из вискозы лучше всего вручную, с использованием мягкого моющего средства.
- Ацетатное волокно — искусственное волокно, получаемое из ацетилцеллюлозы. По сравнению с вискозой обладает меньшей сминаемостью, более высокой прочностью и эластичностью, но и большей электризуемостью.

### Синтетическая
Это пряжа из волокон, полученных в результате химического синтеза — полиэфирных, полиамидных, акриловых и др.
- Акрил отличается прочностью, лёгкостью, объёмом. За счет объёма на вид напоминает шерсть. Используется для дополнения и замены шерсти, а также для облегчения хлопковой и других растительных пряж.
- Нейлон (полиамид) и лайкра (полиуретан) используются в смесях с натуральными и синтетическими волокнами для придания пряже эластичности, а также для скрепления волосков (мохер с нейлоном). В чистом виде применяются в производстве женских колготок и гольф.
- Полиэфир, или полиэстер, используется как в смесях с любыми материалами для повышения прочности пряжи, так и в чистом виде.
- Люрекс и метанит — блестящие нити, в смесях придают эффект металлического блеска. Используются как в чистом виде, так и в смеси с другими волокнами в виде оплетённых или пневмосоединённых нитей. Иногда применяются в оформлении искусственных рыболовных приманок для лучшей уловистости.
- Микрофибра — пряжа нового поколения, бархатистая, очень прочная, воздухопроницаемая. Производится либо из полиэфира, либо из полиамида. Впервые микрофибра была изготовлена в Японии. Это волокно в десять раз тоньше натурального шёлка, в тридцать — хлопка, в сорок — натуральной шерсти и в сто раз — человеческого волоса.|  | Достоверность этой статьи поставлена под сомнение. Необходимо проверить точность фактов и достоверность сведений, изложенных в этой статье. Соответствующую дискуссию можно найти на странице обсуждения. (6 ноября 2013) |

## Смесовая пряжа

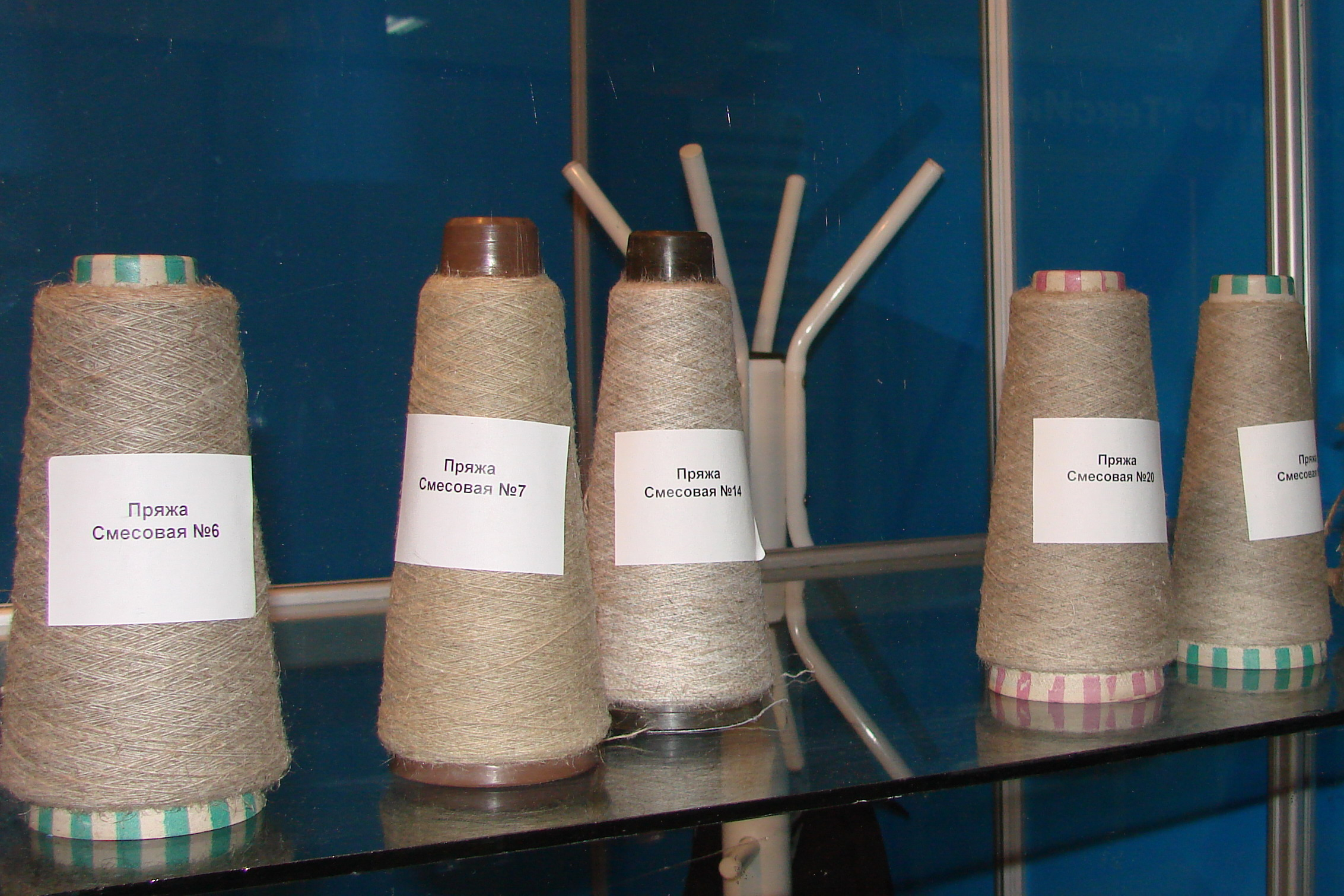
Смесовая пряжа

В состав этой пряжи входит несколько видов вышеперечисленного сырья. Наиболее распространёнными являются: шерсть с акрилом, шерсть с шёлком, шерсть с вискозой, хлопок с вискозой, лён с вискозой, все виды пряжи с полиэстером, все виды пряжи с люрексом или метанитом.

## Комбинированная пряжа
Комбинированная нить образуется посредством соединения двух или более нитей различного вида, состава и строения.
У рукодельниц всего мира пользуется популярностью фантазийная пряжа, окрашенная во всевозможные цвета и оттенки. Фантазийная (фасонная) пряжа бывает следующих типов: мулине, омбре, твидовая, секционного и ручного крашения (меланжевая, принтованная, мелированная).

## Разное
Считается, что диаметр отверстия, полученного ниткой пряжи, пропущенной через бумагу, должен соответствовать диаметру (номеру) спиц, крючка, используемых для рукоделия.